# Akte van Consulentschap
De Akte van Consulentschap regelde de regering van de Republiek der Verenigde Nederlanden na de staatsrechtelijke meerderjarigheid van Willem V van Oranje-Nassau.
Op 8 maart 1766 werd de zoon van de laatste stadhouder, Willem Batavus, 18 jaar. Krachtens de Staatsregeling van 1747 bereikte hij daarmee de staatsrechtelijke meerderjarigheid, en werd hij erfstadhouder.
Willem Batavus was 3 jaar oud toen zijn vader stierf. Zijn moeder, Anna van Hannover, had als prinses-gouvernante de honneurs voor haar zoon waargenomen tot aan haar dood in 1759. Zij werd daarbij terzijde gestaan door de maarschalk van de Staatse troepen, hertog Lodewijk Ernst van Brunswijk-Lüneburg-Bevern. Deze kreeg na haar dood de titel van kapitein-generaal, dat wil zeggen: opperbevelhebber.
Het was in 1766 aan de leiders van de Republiek duidelijk, dat de jonge prins niet gereed was om de leiding van de legers en van de gewesten op zich te nemen. Daarom stelde de advocaat Pieter van Bleiswijk een akte op, waarin de hertog van Brunswijk werd benoemd tot 'consulent' van de prins: eerste en hoogste raadgever. In deze hoedanigheid zou de hertog feitelijk de bevoegdheden van de stadhouder uitoefenen.
De "consulent" regelde een huwelijk van de prins met zijn (Brunswijks) nichtje: Wilhelmina van Pruisen. Dit huwelijk vergrootte nog zijn macht aan het stadhouderlijk hof.
In de navolgende jaren verzwakte de positie van de Republiek zowel economisch als militair verder. Pieter van Bleiswijk, de opsteller van de Akte van Consulentschap en vanaf 1772 raadspensionaris van Holland, kon steeds minder uit de voeten met zijn eigen constructie. Mogelijk is hij het geweest, die het uiterst geheime bestaan ervan heeft verklapt aan de patriotten.
In 1784, na de nederlaag in de Vierde Engels-Nederlandse Oorlog, openbaarden de patriotten het bestaan van het consulentschap. De frustraties in de Nederlanden richtten zich nu volledig op de "dikke hertog", en de stadhouder had geen andere keus dan hem heen te zenden. En daarmee kwam aan het consulentschap een einde.